# Adam Huber (Schauspieler)
Adam Huber (* 8. Mai 1987 in Hollidaysburg, Pennsylvania) ist ein US-amerikanischer Schauspieler.

## Karriere
Huber wurde im Mai 1987 in Hollidaysburg, Pennsylvania, geboren. Er absolvierte dort 2006 die Hollidaysburg Area High School und begann anschließend Betriebswirtschaft an der Pennsylvania State University zu studieren. Nebenbei begann er als Model in New York City zu arbeiten.
Sein Schauspieldebüt gab er 2012 mit einer Gastrolle in Unforgettable. Es folgten weitere Gastrollen, darunter auch in dem Spielfilm Book Club – Das Beste kommt noch. In dem Fernseh-Thriller Der Killer-Trainer übernahm Huber 2018 eine der Hauptrollen.
Bekanntheit erlangte Huber zunächst mit einer Nebenrolle in der The-CW-Fernsehserie Der Denver-Clan, eine Neuauflage der gleichnamigen Fernsehserie aus den 1980er-Jahren. Darin spielt er seit März 2018 die Rolle des Liam Ridley. Mit Beginn der dritten Staffel wurde sein Charakter zu einer Hauptrolle ausgebaut.

## Filmografie (Auswahl)
- 2012: Unforgettable (Fernsehserie, Episode 1x13)
- 2015: Awkward – Mein sogenanntes Leben (Awkward, Fernsehserie, 2 Episoden)
- 2016: Animal Kingdom (Fernsehserie, Episode 1x05)
- 2016: The Good Place (Fernsehserie, Episode 1x02)
- 2017: Gamer’s Guide für so ziemlich alles (Gamer's Guide to Pretty Much Everything, Fernsehserie, Episode 2x15)
- 2018: Der Killer-Trainer (Blood, Sweat, and Lies, Fernsehfilm)
- 2018–2022: Der Denver-Clan (Dynasty, Fernsehserie)
- 2018: Book Club – Das Beste kommt noch (Book Club)
- 2018: Nanny Surveillance (Fernsehfilm)
- 2018: Love Break – Ein Dieb zum Verlieben (Breaking & Exiting)
- 2019: Better Days
- 2019:	First Love